# Revúca
Revúca (předtím Veľká Revúca, německy Großrauschenbach, maďarsky Nagyrőce) je okresní město na středním Slovensku, v Banskobystrickém kraji. Jméno města je adjektivum („řvoucí“) a jako takové se ve slovenštině skloňuje (v Revúcej atd.).

## Poloha
Město se nachází cca 40 km západně od Rožňavy, v Slovenském rudohoří, v údolí říčky Muráň, v nadmořské výšce 318 metrů.

## Místní části
- Revúčka

## Historie
První písemná zmínka o městě je z roku 1357. Železářství se tu rozvíjelo více než 500 let. V druhé polovině 19. století bylo město střediskem slovenského kulturního života. V roce 1862 bylo otevřeno první slovenské gymnázium, které ale bylo zavřeno v roce 1874 kvůli maďarizaci. V roce 1976 byla k Revúci přičleněna Revúčka.
Původní budova s muzejní expozicí a nová budova jsou národní kulturní památky.

## Okolí

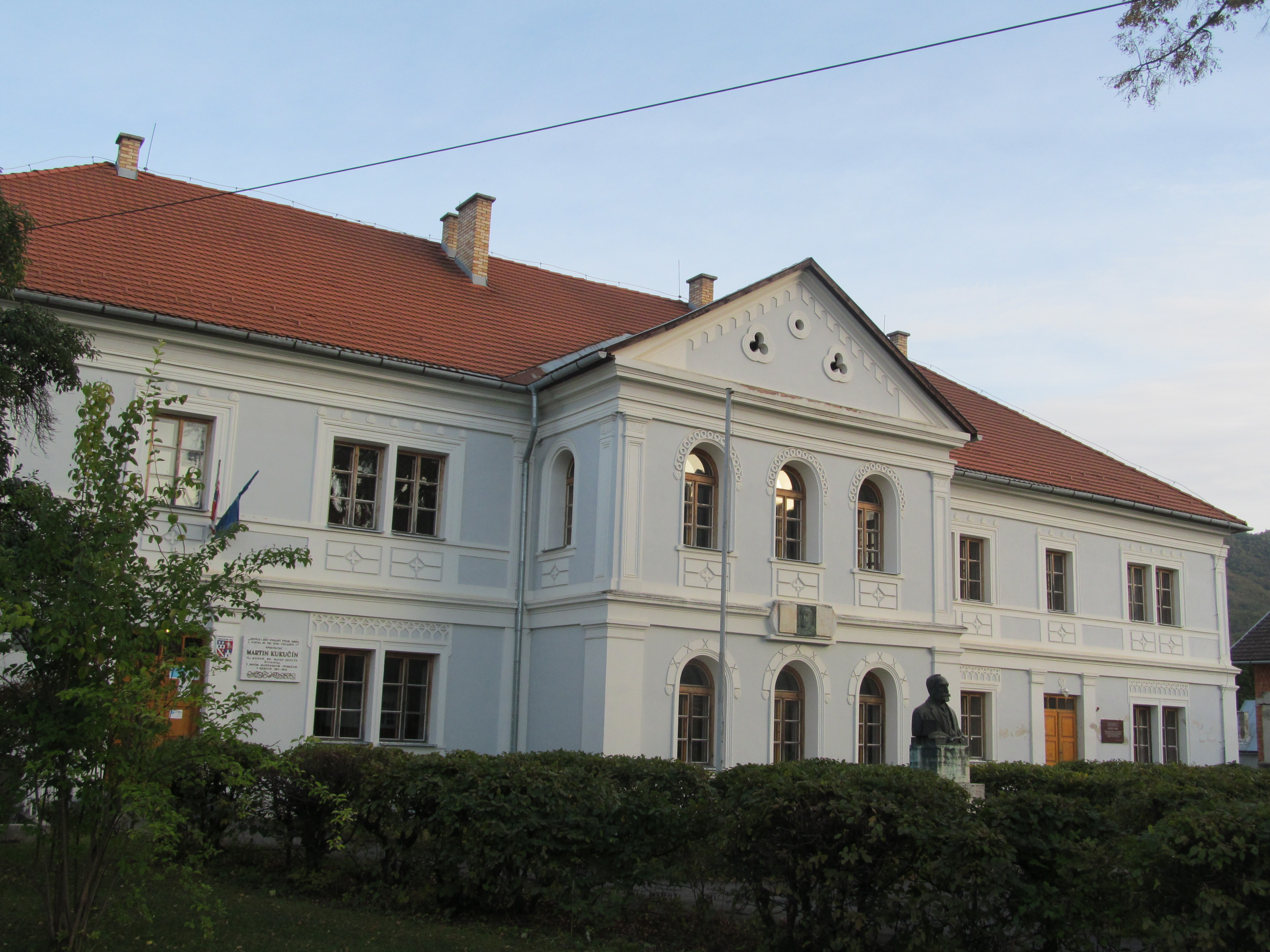
Nová budova Prvního slovenského gymnázia na Železniční ulici, postavená v letech 1871–1873

V blízkém okolí se nacházejí národní park Muráňská planina (v městě je sídlo správy parku), Ochtinská aragonitová jeskyně a Muráňský hrad, postavený ve 13. století jako královský strážní hrad na skalnatém vrcholu Cigánky ve výšce 935 metrů.

## Osobnosti
- Július Botto (1848–1926), slovenský pedagog, advokát, historik, publicista a překladatel
- Michal Breznaník (*1985), slovenský fotbalista
- Gustáv Reuss (1818–1861), slovenský lékař, botanik a spisovatel
- Samuel Reuss (1783–1852), etnograf, historik, evangelický kněz
- Rudolf Viest (1890–1945), armádní generál, velitel povstalecké armády v době Slovenského národního povstání

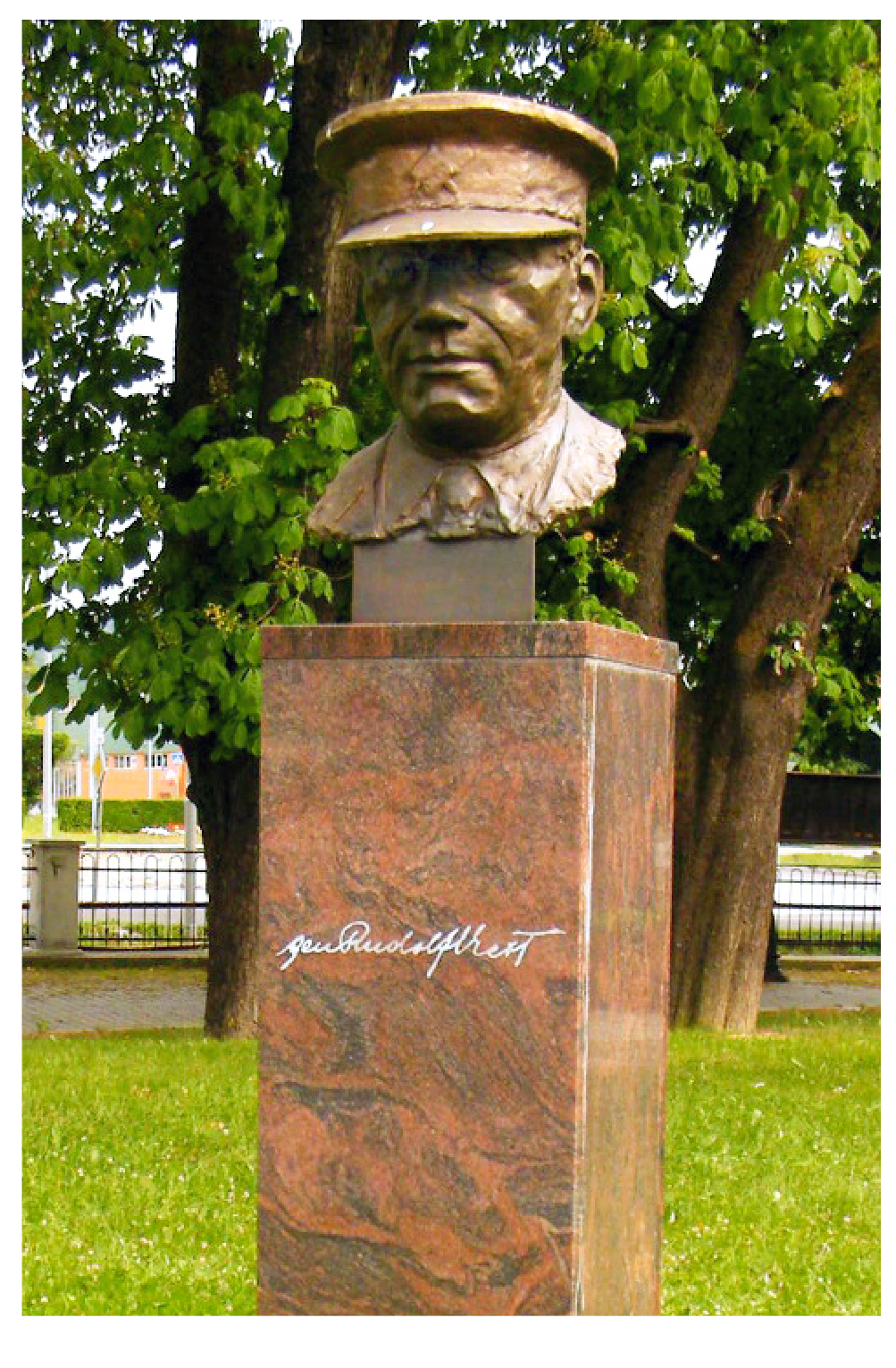
Revúca, busta generála Rudolfa Viesta

## Partnerská města
- Lędziny, Polsko
- Kazincbarcika, Maďarsko
- Litovel, Česko